# Ansalonga
Ansalonga es un núcleo de población de Andorra, perteneciente la parroquia de Ordino.

## Geografía
Está situado a 1331 m s. n. m., a orillas de la ribera de Ordino, entre La Cortinada y Sornàs.
En el año 2015 tenía 59 habitantes.

## Patrimonio

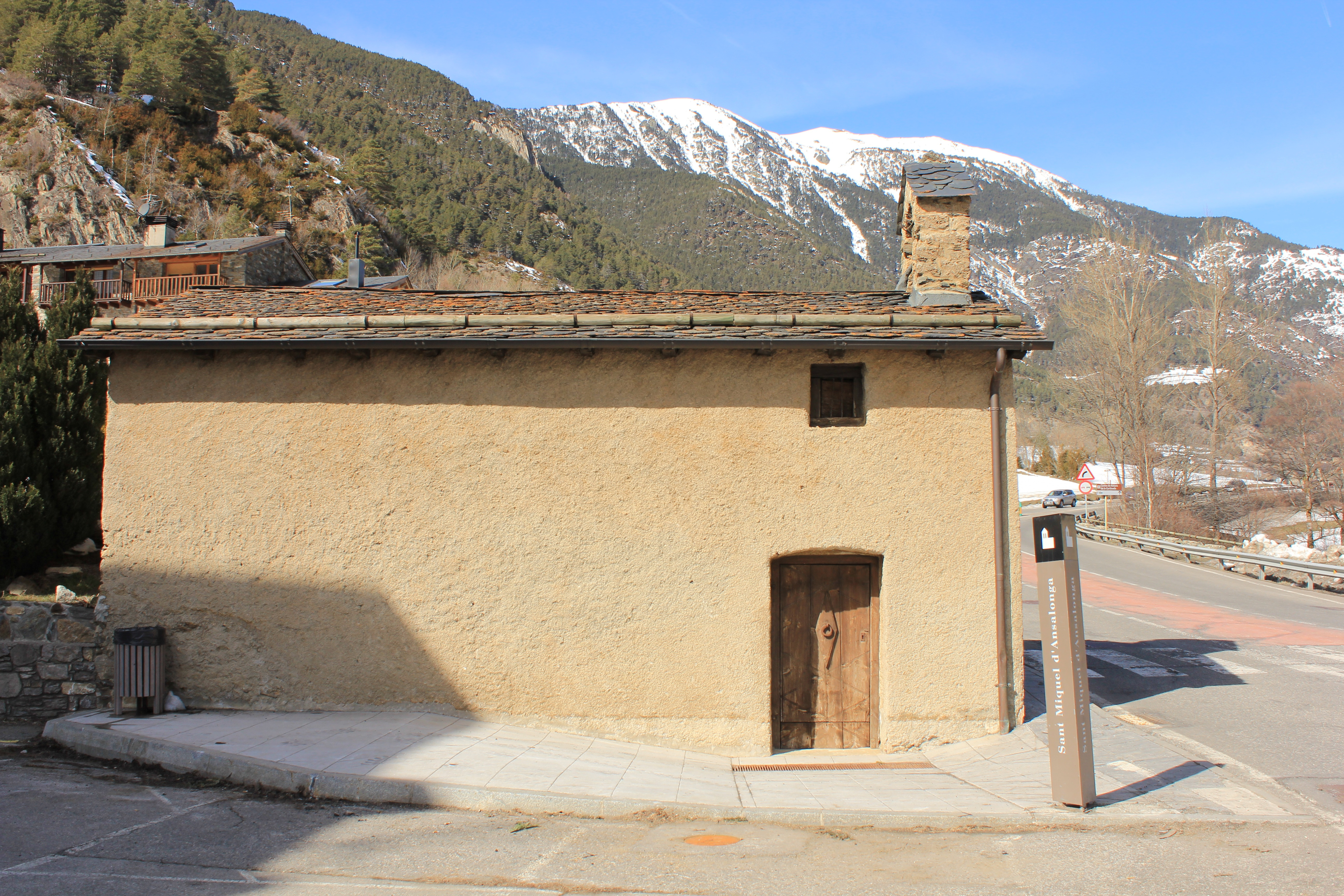
Iglesia de Sant Miquel d'Ansalonga.

En este lugar está la iglesia de Sant Miquel d'Ansalonga, una pequeña capilla con campanario de espadaña y un retablo dedicado a San Miguel Arcángel.